# リュウキュウヒメジャノメ
リュウキュウヒメジャノメ（琉球姫蛇目、 Mycalesis madjicosa）は、チョウ目（鱗翅目）タテハチョウ科ジャノメチョウ亜科に属するチョウの一種。

## 概要
近縁種ヒメジャノメと非常によく似た種。長らく混同されていたが、キマダラヒカゲをサトキマダラヒカゲとヤマキマダラヒカゲに分離独立させた高橋真弓氏の研究によってヒメジャノメから分けられた。形態としては、ヒメジャノメ特有の翅裏の白帯が顕著になること、褐色の地色がより濃いことがあげられる。
幼虫の食草はススキ、チガヤなどのイネ科植物。幼虫で越冬する。成虫は腐果や汚物に集まるが、稀に花にも来る。

## 分布
日本固有種。奄美群島から与那国島までの南西諸島。成虫が見られるのは、奄美では3月～11月、八重山では2月～12月。